# Phố Hàng Bún
Hàng Bún là một phố trực thuộc quận Ba Đình, Hà Nội.

## Đặc điểm và vị trí
Phố Hàng Bún dài 484m đi từ đường Yên Phụ cắt các đường: Nguyễn Khắc Nhu, Phạm Hồng Thái, Nguyễn Trường Tộ, Quán Thánh, đến phố Phan Đình Phùng, thuộc quận Ba Đình.
Thời Pháp thuộc cũng gọi là phố Hàng Bún (Rue des Vermicelles).

## Lịch sử
Xưa kia phố Hàng Bún thuộc đất của hai thôn Yên Ninh và Yên Thành, tổng Yên Thành, huyện Vĩnh Thuận. Ở bản đồ Hà Nội năm 1831 có vẽ phố này và chỗ nối giáp với đê Yên Phụ là cửa ô Thạch Khối. Di tích cũ ở đây còn hai ngôi đền: Đền Anh ở số nhà 15, thờ bách linh (người chết vô thừa nhận) và đền Thuỷ Thiên Quang, thờ Châu Nương, ở số nhà 34.
Sở dĩ có tên Hàng Bún bởi vì xưa dân thôn Yên Ninh ở đây có nghề làm bún sợi nhỏ và trắng nổi tiếng.

## Vụ thảm sát Hàng Bún 1946
Ngày 17/12/1946, trước khi Chiến tranh Việt - Pháp bùng nổ chỉ vài ngày, tại khu vực ngã ba Hàng Bún giao với ngõ Yên Ninh, lính Pháp đã bắn vào thường dân khiến nhiều người chết và bị thương, đồng thời bắt bớ nhiều người Việt Nam. 
Ngoài ra, theo báo Cứu Quốc (số 440, ngày 19/12/1946), sau vụ thảm sát ngày 17/12, lính Pháp đã xông vào "từng nhà một" ở phố Hàng Bún đập phá đồ đạc và tàn sát thường dân.

## Các tuyến xe buýt chạy qua
Không có tuyến xe buýt nào chạy qua phố này (nhưng đôi khi có vài tuyến đi qua khi Phan Đình Phùng bị tắc đường).

## Các địa điểm nổi bật
- Đền Anh
- Đền Thủy